# Willy Benda
Willy Benda (* 5. Oktober 1870 in Vevey; † 18. August 1929 in Bielefeld) war ein deutscher Cellist und Dirigent.

## Leben
In den 1890er Jahren lebte Benda in Schottland und war Professor für Klavier, Cello und Begleitung an der Athenaeum School of Music. Er war auch Dirigent des Amateurorchesters Greenock mit mehr als 60 Mitgliedern. Für ein Jahr (1898) nahm er am Kosman String Quartet teil.
1907 wurde Benda von Charlottenburg nach Bielefeld gerufen, um Direktor des Bielefelder Konservatoriums zu werden.